# Ulla Carlson
Britt Ulla Amelie Carlson, född 1938 i Malmö, är en svensk konstnär.
Carlson studerade vid Konstfackskolan i Stockholm. Hennes konst består av interiörer och landskap från Gotland och Uppland i akvarell eller olja. Carlson är representerad vid Stockholms läns landsting, Gotlands läns landsting, Sollentuna kommun, Visby kommun och Växjö kommun.